# Ботанічний сад Львівського медичного університету
Ботані́чний сад Льві́вського меди́чного університе́ту — навчальна і науково-дослідна установа при Львівському медичному університеті, пам'ятка природи. Сад розташований на вулиці Пекарській, 73.

## Опис
Загальна площа — 1,5 га. Територіально складається з двох земельних ділянок: головна (більша) частина саду розташована з непарного боку вулиці Пекарської, інша ділянка — з парного боку.
Сад заснований професором Тадеушем Вільчинським, який жив і працював при ботанічному саду в 1931–1964 роках. За його ініціативою сад був організований у 1929–1930 роках як сад лікарських рослин. У 1964 році колекційні ділянки лікарських рослин і дендропарк були оголошені пам'ятками природи та віднесені до природо-заповідного фонду.
Ботанічний сад є базою навчальної практики студентів фармацевтичного факультету, природоохоронною і науково-дослідною базою, використовується з метою вивчення, збереження і збагачення ресурсів регіону. Сад має у своєму розпорядженні колекції та експозиції деревних, чагарникових, трав'янистих рослин, в оранжереї вирощуються тропічні та екзотичні рослини.
На території ботанічного саду розташовані: навчальний корпус, оранжерея, господарські будівлі, колекції лікарських рослин, дендроколекція. Для широкого загалу сад недоступний (хіба що за попередньою домовленістю).